# Alpe Corti
L'Alpe Corti è una pista sciistica situata al Mottarone, in Italia. La pista, di media difficoltà, scende dalla vetta del monte situato a dominio dei laghi Maggiore e Cusio.

## Caratteristiche
La pista Alpe Corti è famosa per lo spettacolare panorama che offre sul Lago Maggiore, e sulle circostanti vette. La pista offre anche scorci del Lago di Varese, del Lago di Mergozzo, del Monte Rosa e del Mischabel.
Lunga 2,5 km, è movimentata da alcuni divertente muri. Il tracciato scende dai 1491 m s.l.m. del Mottarone, fino a quota 1195 m s.l.m., giungendo nei pressi dell'Alpe Nuovo, sotto il Monte Zughero, dove sorge la Baita Sociale del CAI di Baveno.
Il tracciato è servito da uno skilift a piattello, realizzato nel 1976 dalla ditta Marchisio di Torino. L'impianto, scaduto tecnicamente nel 2011, dopo la mancata concessione di una proroga di due anni è fuori servizio, in attesa di rinnovamento totale.